# Campo piazza Conte di Torino
Il Campo piazza Conte di Torino è stato uno stadio di calcio situato nel Piemonte nella città di Vercelli.

## Storia
Il primo terreno casalingo della Pro Vercelli fu il "Campo della Fiera" (camp ad la fera, in dialetto vercellese), ubicato in piazza Mazzini, utilizzato a partire dalla prima partita disputata a Vercelli il 3 agosto 1903.
In seguito le bianche casacche usufruirono del "Campo di Marte", campo su cui giocarono fino alla fine della stagione 1906-1907.

Gli spettatori si assiepano in piedi lungo la balaustra in legno che cinge il campo della Pro Vercelli.

Ormai ritenuto inadeguato il campo di Marte per l'ingresso in Prima Categoria, la Pro si mosse per realizzare un campo tutto proprio ottenendo dal Comune di poter utilizzare lo spazio vuoto presente in piazza Camana, campo che fu inaugurato il 1º gennaio 1908 ospitando la US Milanese.
Il campo era dotato di una barriera in legno che correva lungo il campo per destinazione, balaustra a cui il pubblico si poteva appoggiare ma non superare, e di una tribuna coperta che poteva ospitare circa 2 000 spettatori.
Col passare degli anni questo impianto sportivo non risultò più sufficiente dal punto di vista infrastrutturale per accogliere sia le squadre avversarie che il pubblico pagante.
I lavori per la costruzione dell'attuale stadio iniziarono dopo il 1º luglio 1930, data in cui si svolse l'asta per l'assegnazione dell'appalto dei lavori del nuovo campo sportivo, lavori aggiudicati alle ditte "Almasio" di Trecate e "Bagno" di Vercelli.
È perciò dal 1932, data di inaugurazione del nuovo stadio, che il vecchio campo di piazza Conte di Torino non è stato più utilizzato per la prima squadra.